# Заслужений артист Вірменської РСР
Заслужений артист Вірменської РСР (вірм. Հայկական ԽՍՀ վաստակավոր արտիստ) —  почесне звання, яке присвоювалося Президією Верховної Ради  Вірменської РСР і було однією з форм визнання державою і суспільством заслуг громадян, які відзначились в галузі мистецтва. Засновано 23 жовтня 1931 року.
Присвоювалося видатним діячам мистецтв, які особливо відзначилися у галузі розвитку театру, музики, кіно, цирку, режисерам, композиторам, диригентам, концертмейстерам, художнім керівникам музичних, хорових, танцювальних та інших колективів, іншим творчим працівникам, музикантам-виконавцям за високу майстерність і сприяння розвитку мистецтва.
Наступним рівнем визнання було присвоєння звання «Народний артист Вірменської РСР», потім «Народний артист СРСР».
Починаючи з 1919 і до указу 1931 року присвоювалося звання «Заслужений артист Республіки». Присвоювалося воно колегіями Наркомосу республік, наказами наркомів освіти, виконкомами обласних і крайових рад.
Першим нагородженим в 1932 році був Джанан (Джананян) Микита Миронович — актор.
Останнім нагородженим цим почесним званням в 1985 році був Папікян Омар Іванович — тромбоніст.
З розпадом Радянського Союзу в  Вірменії звання «Заслужений артист Вірменської РСР» було замінено званням «Заслужений артист Вірменії», при цьому враховуючи заслуги громадян Республіки Вірменія, нагороджених державними нагородами колишніх СРСР і Вірменської РСР, за ними збереглися права і обов'язки, передбачені законодавством колишніх СРСР і Вірменської РСР про нагороди.